# Ніколай Елерс
Ніколай Елерс (дан. Nikolaj Ehlers, нар. 14 лютого 1996, Ольборг) — данський хокеїст, нападник клубу НХЛ «Кароліна Гаррікейнс». Гравець збірної команди Данії.

## Ігрова кар'єра
Хокейну кар'єру розпочав 2011 року виступами за юніорську команду «Біль». У сезоні 2012–13 років у 16-річному віці дебютував у основному складі швейцарців.
У 2013 році Елерс перебрався до Північної Америки, де два сезони виступав за «Галіфакс Мусгедс» (ГЮХЛК).
2014 року був обраний на драфті НХЛ під 9-м загальним номером командою «Вінніпег Джетс».
8 жовтня 2015 року, Ніколай дебютував у НХЛ. 13 жовтня в матчі проти «Нью-Йорк Рейнджерс» Елерс набрав три очки, включно із першою закинутою шайбою. 26 січня 2016 року, данець у матчі проти команди «Аризона Койотс» оформив свій перший хет-трик.
У сезоні 2016–17 до ланки із Марком Шейфеле доєднався фін Патрік Лайне. 1 квітня 2017 року Ніколай набрав 100-те очко в кар'єрі.
Після другого сезону Елерс підписав з «Джетс» семирічний контракт. На початку сезону 2017–18 данець записав до свого активу другий хет-трик у переможній грі 5–3 над «Едмонтон Ойлерз».
30 листопада 2018 року, Елерс оформив свій третій хет-трик у кар'єрі, в переможному матчі 6–5 проти «Чикаго Блекгокс». 21 грудня Ніколай оформив четвертий хет-трик у перемозі 5–3 над «Сан-Хосе Шаркс».
Перший матч сезону 2019–20, став 300-м в НХЛ. 19 листопада Елерс забив свій 100-й гол у лізі.
20 березня 2021 року, Елерс зіграв свій 400-й матч у НХЛ. 14 квітня Елерс набрав своє 300-те очко у переможній грі 3–2 проти «Оттава Сенаторс».
Подальші сезони у складі «Вінніпег Джетс» данець частково пропускав через травми. 22 лютого 2023 року, Елерс провів 500-у гру за «Джетс».
1 листопада 2024 року Елерс оформив п'ятий хет-трик у переможному матчі 6–2 проти «Колумбус Блю-Джекетс», встановивши рекорд для гравців із Данії.
3 липня 2025 року, на правах вільного агента, Елерс підписав шестирічний контракт з клубом НХЛ «Кароліна Гаррікейнс».
Був гравцем молодіжної збірної Данії, у складі якої брав участь у 19 іграх. Гравець збірної команди Данії.

## Досягнення
- Кубок RDS — 2013–14.[25]

## Статистика

### Клубні виступи
| 2011–12      | «Біль»             | Швейцарія U17 | 7   | 4   | 5   | 9   | 12  | —  | —  | —  | —  | —  |
| 2011–12      | «Біль»             | Швейцарія U20 | 28  | 17  | 17  | 34  | 6   | —  | —  | —  | —  | —  |
| 2012–13      | «Біль»             | Швейцарія U20 | 32  | 26  | 23  | 49  | 34  | —  | —  | —  | —  | —  |
| 2012–13      | «Біль»             | НЛА           | 11  | 1   | 1   | 2   | 0   | 7  | 0  | 3  | 3  | 0  |
| 2013–14      | «Галіфакс Мусгедс» | ГЮХЛК         | 63  | 49  | 55  | 104 | 51  | 16 | 11 | 17 | 28 | 18 |
| 2014–15      | «Галіфакс Мусгедс» | ГЮХЛК         | 51  | 37  | 64  | 101 | 67  | 14 | 10 | 21 | 31 | 14 |
| 2015–16      | «Вінніпег Джетс»   | НХЛ           | 72  | 15  | 23  | 38  | 21  | —  | —  | —  | —  | —  |
| 2016–17      | «Вінніпег Джетс»   | НХЛ           | 82  | 25  | 39  | 64  | 38  | —  | —  | —  | —  | —  |
| 2017–18      | «Вінніпег Джетс»   | НХЛ           | 82  | 29  | 31  | 60  | 26  | 15 | 0  | 7  | 7  | 2  |
| 2018–19      | «Вінніпег Джетс»   | НХЛ           | 62  | 21  | 16  | 37  | 15  | 6  | 0  | 0  | 0  | 0  |
| 2019–20      | «Вінніпег Джетс»   | НХЛ           | 71  | 25  | 33  | 58  | 30  | 4  | 2  | 0  | 2  | 2  |
| 2020–21      | «Вінніпег Джетс»   | НХЛ           | 47  | 21  | 25  | 46  | 15  | 6  | 2  | 1  | 3  | 2  |
| 2021–22      | «Вінніпег Джетс»   | НХЛ           | 62  | 28  | 27  | 55  | 20  | —  | —  | —  | —  | —  |
| 2022–23      | «Вінніпег Джетс»   | НХЛ           | 45  | 12  | 26  | 38  | 11  | 1  | 0  | 0  | 0  | 0  |
| 2023–24      | «Вінніпег Джетс»   | НХЛ           | 82  | 25  | 36  | 61  | 29  | 5  | 0  | 2  | 2  | 0  |
| 2024–25      | «Вінніпег Джетс»   | НХЛ           | 69  | 24  | 39  | 63  | 17  | 8  | 5  | 2  | 7  | 4  |
| Усього в НХЛ | Усього в НХЛ       | Усього в НХЛ  | 674 | 225 | 295 | 520 | 222 | 45 | 9  | 12 | 21 | 10 |

### Збірна
| Рік                | Команда            | Турнір             |    | І  | Г  | П  | О  | ШХ |
| ------------------ | ------------------ | ------------------ | -- | -- | -- | -- | -- | -- |
| 2013               | Данія              | ЮЧС Д1A            | 5  | 3  | 8  | 11 | 2  |    |
| 2014               | Данія              | МЧС Д1A            | 5  | 2  | 4  | 6  | 4  |    |
| 2014               | Данія              | МКВ                | 4  | 6  | 3  | 9  | 4  |    |
| 2015               | Данія              | МЧС                | 5  | 1  | 3  | 4  | 2  |    |
| 2016               | Данія              | ЧС                 | 8  | 4  | 2  | 6  | 4  |    |
| 2016               | Данія              | Квал. ЗОІ          | 3  | 1  | 1  | 2  | 0  |    |
| 2017               | Данія              | ЧС                 | 7  | 0  | 4  | 4  | 18 |    |
| 2021               | Данія              | Квал. ЗОІ          | 3  | 5  | 4  | 9  | 2  |    |
| 2022               | Данія              | ЧС                 | 7  | 1  | 6  | 7  | 2  |    |
| 2023               | Данія              | ЧС                 | 7  | 5  | 4  | 9  | 0  |    |
| 2024               | Данія              | Квал. ЗОІ          | 3  | 1  | 3  | 4  | 2  |    |
| 2025               | Данія              | ЧС                 | 4  | 3  | 0  | 3  | 2  |    |
| Молодіжна збірна   | Молодіжна збірна   | Молодіжна збірна   | 19 | 12 | 18 | 30 | 12 |    |
| Національна збірна | Національна збірна | Національна збірна | 42 | 20 | 24 | 44 | 30 |    |